# Nordin Amrabat
Nordin Amrabat (arabisk: نورالدين أمرابط, Nûreddin Emrâbat; født 31. marts 1987) er en hollandsk-født marokkansk fodboldspiller som spiller som en fløjspiller for Leganés, udlejet fra Watford. Han repræsenterer også Marokkos landshold.

## Tidligere år
Amrabat begyndte sin karriere i amatør klubben HSV-De Zuidvogels. I en ung alder blev han opdaget af Ajax, og de fulgte ham. Det endte med de ikke købte ham, da han var inde i en svær periode med skader. Som følge heraf blev han købt af Huizen. Der blev han en del af førsteholdet. Efter en god sæson i Huizen blev han solgt til Almere City FC. Som en 'beløning' for hans gode og kreative spil i Almere City FC, blev han købt af VVV-Venlo. Amrabat fik også sin debut på det hollandske ungdomslandshold

## Ekstern kilde/henvisning
- Wikimedia Commons har flere filer relateret til Nordin Amrabat
- Nordin Amrabats profil på Sports-Reference OL-resultater (arkiveret) (engelsk)
- Nordin Amrabats profil på Olympedia (engelsk)
- Nordin Amrabats spillerprofil hos FIFA (engelsk)
- Nordin Amrabats spillerprofil hos UEFA (engelsk)
- Nordin Amrabats spillerprofil hos Tyrkiets fodboldforbund (engelsk)
- Nordin Amrabats profil hos L’Équipe (fransk)
- Nordin Amrabats spillerprofil på Transfermarkt (engelsk)
- Nordin Amrabats spillerprofil på national-football-teams.com (engelsk)
- Nordin Amrabats profil på WorldFootball.net (engelsk)
- Nordin Amrabats spillerprofil på Soccerbase.com (engelsk)